# Michael Stich
Michael Stich, född 18 oktober 1968, Pinneberg, Schleswig-Holstein, dåvarande Västtyskland, är en tysk högerhänt tidigare professionell tennisspelare. Stich blev professionell spelare på ATP-touren 1988 och tillhörde yttersta världseliten under första halvan av 1990-talet. Han rankades som världstvåa i singel 1993 och var som bäst som världsnia i dubbel. Under sin aktiva karriär vann han 18 singel- och 10 dubbeltitlar. 

## Tenniskarriären
Stich vann sin första proffstitel i singel 1990 (Memphis). Säsongen därpå, 1991, vann han totalt fyra singeltitlar, bland annat Wimbledonmästerskapen. På vägen till finalen mötte han den tvåfaldige mästaren och titelförsvararen, svensken Stefan Edberg, som han besegrade över fyra set. I den följande heltyska finalen mötte han Boris Becker, trefaldig tidigare mästare. Stich vann med 6-4, 7-6, 6-4 och tog därmed sin enda singeltitel i en Grand Slam-turnering. I Wimbledon 1992 vann han herrdubbeln tillsammans med amerikanen John McEnroe. Den titeln kom att bli den sista för McEnroe i Grand Slam-sammanhang. Säsongen 1992 vann Stich också den årsavslutande tävlingen Grand Slam Cup (från 2000 Tennis Masters Cup). 
Karriärens bästa säsong hade Stich 1993 då han vann sex turneringssegrar, bland annat singeltiteln i Stockholm Open. År 1994 nådde han finalen i US Open. Han mötte där Andre Agassi som dock besegrade honom med 6-1, 7-6, 7-5. Efter en period av skador med uteblivna resultat rasade Stich på världsrankingen. Säsongen 1996 lyckades han ändå nå finalen i Franska öppna, men förlorade den mot ryssen Jevgenij Kafelnikov, som vann den mycket jämna matchen över tre set (7-6, 7-5, 7-6). 
Sin sista singeltitel vann Michael Stich 1996 i Antwerpen och sin sista dubbeltitel 1997 i Halle. Den sista större tävlingen han deltog i var Wimbledonmästerskapen 1997 och nådde då ända till semifinal.
Stich vann tillsammans med Boris Becker guld i herrdubbel vid OS i Barcelona 1992. 
Han deltog i det tyska Davis Cup-laget 1990–1996, hela perioden i World Group. Han spelade totalt 46 matcher av vilka han vann 35. I världsfinalen 1993 mot ett australiskt lag vann Stich sina två singelmatcher (mot Jason Stoltenberg och Richard Fromberg) och herrdubbeln. Tyskarna vann finalen med 4-1 och blev därmed cupmästare.

## Spelaren och personen
Michael Stich är känd som en typisk serve-volley-spelare. Han baserade sitt spel på en mycket hård, välplacerad serve och ett mycket bra volleyspel vid nätet. Från mitten av 1990-talet var han drabbad av ett flertal skador, bland annat en allvarlig fotskada under inomhusturneringen i Wien och föll i ATP-rankingen.
Efter avslutad tenniskarriär har han ägnat sig åt sin egen AIDS-stiftelse.
Han var gift med skådespelerskan Jessica Stockmann 1992–2003. Han är sedan 2005 gift med Alexandra Rikowski.

## Grand Slam-finaler, singel (3)

### Tiltlar (1)
| År   | Mästerskap            | Finalmotståndare | Setsiffror    |
| 1991 | Wimbledonmästerskapen | Boris Becker     | 6-4, 7-6, 6-4 |

### Finalförluster (2)
| År   | Mästerskap    | Finalmotståndare    | Setsiffror    |
| 1994 | US Open       | Andre Agassi        | 6-1, 7-6, 7-5 |
| 1996 | Franska öppna | Jevgenij Kafelnikov | 7-6, 7-5, 7-6 |

## Övriga Grand Slam-titlar
- Wimbledonmästerskapen
  - Dubbel - 1992